# Ministre des Transports (Canada)
Le ministre des Transports (anglais : Minister of Transport) est le ministre responsable des transports au sein du gouvernement fédéral canadien.

## Liste des titulaires

### Ministre des Chemins de fer
- 1878-84 : sir Charles Tupper
- 1884-89 : John Henry Pope
- 1889-91 : sir John Alexander MacDonald
- 1891-92 : sir Mackenzie Bowell
- 1892-96 : John Graham Haggart
- 1896 : Joseph Aldéric Ouimet
- 1896 : John Graham Haggart
- 1896-1903 : Andrew George Blair
- 1903-04 : William Stevens Fielding
- 1904-07 : Henry Robert Emmerson
- 1907-11 : George Perry Graham
- 1911-17 : Francis Cochrane
- 1917-21 : John Dowsley Reid
- 1921-21 : John Alexander Stewart
- 1921-23 : William Costello Kennedy
- 1923-26 : George Perry Graham
- 1926 : Charles Avery Dunning
- 1926 : sir Henry Lumley Drayton
- 1926 : William Anderson Black
- 1926-29 : Charles Avery Dunning
- 1929-30 : Thomas Alexander Crerar
- 1930-35 : Robert James Manion
- 1935-36 : Clarence Decatur Howe

### Ministre de la Marine
- juin-août 1930 : Arthur Cardin
- 1930-35 : Alfred Duranleau
- juil.-août 1935 : Vacant
- août-oct. 1935 : Lucien Henri Gendron
- 1935-36 : Clarence Decatur Howe

### Ministre des Transports

#### De 1936 à 1984
- 1936-40 : Clarence Decatur Howe
- 1940-42 : Pierre Joseph Arthur Cardin
- 1942 : Clarence Decatur Howe
- 1942-45 : Joseph-Enoïl Michaud
- 1945-54 : Lionel Chevrier
- 1954-57 : George Carlyle Marler
- 1957-60 : George Harris Hees
- 1960-63 : Léon Balcer
- 1963-64 : George McIlraith
- 1964-67 : John Whitney Pickersgill
- 1967-69 : Paul Theodore Hillyer
- 1969 : James Armstrong Richardson
- 1969-72 : Donald Campbell Jamieson
- 1972-75 : Jean Marchand
- 1975-79 : Otto Emil Lang
- 1979-80 : Don Mazankowski
- 1980-82 : Jean-Luc Pépin
- 1982-84 : Lloyd Axworthy

#### Liste des titulaires depuis 1984
| Ministre     | Ministre        | Ministre                                                                          | Parti                     | Début             | Fin               | Cabinet          |
| ------------ | --------------- | --------------------------------------------------------------------------------- | ------------------------- | ----------------- | ----------------- | ---------------- |
|              |                 | Don Mazankowski Ministre des Transports                                           | Progressiste-conservateur | 17 septembre 1984 | 29 juin 1986      | 24e (Mulroney)   |
|              |                 | John Crosbie Ministre des Transports                                              | Progressiste-conservateur | 30 juin 1986      | 30 mars 1988      | 24e (Mulroney)   |
|              |                 | Benoît Bouchard Ministre des Transports                                           | Progressiste-conservateur | 31 mars 1988      | 22 février 1990   | 24e (Mulroney)   |
|              |                 | Doug Lewis Ministre des Transports                                                | Progressiste-conservateur | 23 février 1990   | 20 avril 1991     | 24e (Mulroney)   |
|              |                 | Jean Corbeil Ministre des Transports                                              | Progressiste-conservateur | 21 avril 1991     | 24 juin 1993      | 24e (Mulroney)   |
| 25 juin 1993 | 3 novembre 1993 | Jean Corbeil Ministre des Transports                                              | Progressiste-conservateur | 25e (Campbell)    |                   |                  |
|              |                 | Doug Young Ministre des Transports                                                | Libéral                   | 4 novembre 1993   | 24 janvier 1996   | 26e (Chrétien)   |
|              |                 | David Anderson Ministre des Transports                                            | Libéral                   | 25 janvier 1996   | 10 juin 1997      | 26e (Chrétien)   |
|              |                 | David Collenette Ministre des Transports                                          | Libéral                   | 11 juin 1997      | 11 décembre 2003  | 26e (Chrétien)   |
|              |                 | Tony Valeri Ministre des Transports                                               | Libéral                   | 12 décembre 2003  | 19 juillet 2004   | 27e (Martin)     |
|              |                 | Jean Lapierre Ministre des Transports                                             | Libéral                   | 20 juillet 2004   | 5 février 2006    | 27e (Martin)     |
|              |                 | Lawrence Cannon Ministre des Transports, de l'Infrastructure et des Collectivités | Conservateur              | 6 février 2006    | 29 octobre 2008   | 28e (Harper)     |
|              |                 | John Baird Ministre des Transports, de l'Infrastructure et des Collectivités      | Conservateur              | 30 octobre 2008   | 5 août 2010       | 28e (Harper)     |
|              |                 | Chuck Strahl Ministre des Transports, de l'Infrastructure et des Collectivités    | Conservateur              | 6 août 2010       | 17 mai 2011       | 28e (Harper)     |
|              |                 | Denis Lebel Ministre des Transports, de l'Infrastructure et des Collectivités     | Conservateur              | 18 mai 2011       | 14 juillet 2013   | 28e (Harper)     |
|              |                 | Lisa Raitt Ministre des Transports                                                | Conservateur              | 15 juillet 2013   | 4 novembre 2015   | 28e (Harper)     |
|              |                 | Marc Garneau Ministre des Transports                                              | Libéral                   | 4 novembre 2015   | 12 janvier 2021   | 29e (J. Trudeau) |
|              |                 | Omar Alghabra Ministre des Transports                                             | Libéral                   | 12 janvier 2021   | 25 juillet 2023   | 29e (J. Trudeau) |
|              |                 | Pablo Rodriguez Ministre des Transports                                           | Libéral                   | 26 juillet 2023   | 19 septembre 2024 | 29e (J. Trudeau) |
|              |                 | Anita Anand Ministre des Transports                                               | Libéral                   | 19 septembre 2024 | 14 mars 2025      | 29e (J. Trudeau) |
|              |                 | Chrystia Freeland Ministre des Transports et du Commerce intérieur                | Libéral                   | 14 mars 2025      | En fonction       | 30e (M. Carney)  |

### Postes connexes
| Titulaire Parti              | Titulaire Parti                                 | Début                       | Fin                         | Cabinet          |
| ---------------------------- | ----------------------------------------------- | --------------------------- | --------------------------- | ---------------- |
| Ministre d'État (Transport)  | Ministre d'État (Transport)                     | Ministre d'État (Transport) | Ministre d'État (Transport) | 21e (Clark)      |
|                              | J. Robert Howie Progressiste-conservateur       | 4 juin 1979                 | 2 mars 1980                 | 21e (Clark)      |
| Poste vacant                 | Poste vacant                                    | 3 mars 1980                 | 29 juin 1984                | 22e (P. Trudeau) |
|                              | Bill Rompkey (en) Libéral                       | 30 juin 1984                | 16 septembre 1984           | 23e (Turner)     |
|                              | Benoît Bouchard Progressiste-conservateur       | 17 septembre 1984           | 31 décembre 1985            | 24e (Mulroney)   |
|                              | Suzanne Blais-Grenier Progressiste-conservateur | 20 août 1985                | 31 décembre 1985            | 24e (Mulroney)   |
| Poste vacant                 | Poste vacant                                    | 1er janvier 1986            | 29 juin 1986                | 24e (Mulroney)   |
|                              | André Bissonnette Progressiste-conservateur     | 30 juin 1986                | 26 août 1987                | 24e (Mulroney)   |
| Ministre d'État (Transports) |                                                 |                             |                             | 24e (Mulroney)   |
|                              | Monique Vézina Progressiste-conservateur        | 27 août 1987                | 30 mars 1988                | 24e (Mulroney)   |
|                              | Gerry St. Germain Progressiste-conservateur     | 31 mars 1988                | 14 septembre 1988           | 24e (Mulroney)   |
|                              | Shirley Martin Progressiste-conservateur        | 15 septembre 1988           | 22 février 1990             | 24e (Mulroney)   |
|                              | Jean Corbeil Progressiste-conservateur          | 23 février 1990             | 20 avril 1991               | 24e (Mulroney)   |
|                              | Shirley Martin Progressiste-conservateur        | 21 avril 1991               | 24 juin 1993                | 24e (Mulroney)   |
|                              | Rob Merrifield Conservateur                     | 30 octobre 2008             | 17 mai 2011                 | 28e (Harper)     |